# Litoria phyllochroa
Litoria phyllochroa és una espècie de granota del gènere Litoria i de la família dels hílids, endèmica de l'est d'Austràlia. Mesura al voltant 40 mm de longitud. Habita des de rierols i selves fins a boscos esclerofil·les. També pot viure a pobles i ciutats.
La femella pon els seus ous en plantes sota l'aigua. Els capgrossos creixen a granotes després de 12 setmanes.
Aquesta granota és verd oliva en color amb una ratlla groc per cada costat del seu cos. Aquesta granota pot canviar el color de la pell, de verd a quasi negra en color per camuflar-se.
Els científics solien pensar que Litoria nudidigita parteix d'aquesta espècie. Més tard, van decidir que eren dues espècies diferents perquè tenen diferents crides d'aparellament i viuen en diferents llocs.